# Leon Dabo
Leon Dabo (n. 9 iulie 1864, Saverne, Republica franceză, Franța – d. 7 noiembrie 1960, New York City, New York, SUA)  a fost un pictor american de peisaje, reprezentant al tonalism-ului, cel mai bine cunoscut pentru picturile orașului New York, dar în special cele ale Văii râului Hudson. Picturile sale sunt cunoscute și recunoscute pentru senzația de spațialitate pe care o evocă, având suprafețe mari care au elemente puține, dar vaste, așa cum sunt pământul, marea sau norii.
În timpul apogeului său artistic, Leon Dabo a fost considerat un maestru al artei sale, stârnind admirația unor cunoscători de artă ai timpului, printre care se numărau și John Spargo, Bliss Carman, Benjamin De Casseres, Edwin Markham și Anatole Le  Braz.
Fratele său, Scott Dabo, a fost de asemenea un cunoscut pictor care aparținea aceluiași curent artistic al tonalismului, deși acesta din urmă se pare că ar fi manifestat sentimente publice de gelozie față de Leon, un pictor mult mai bine cotat decât el. 

## Biografie

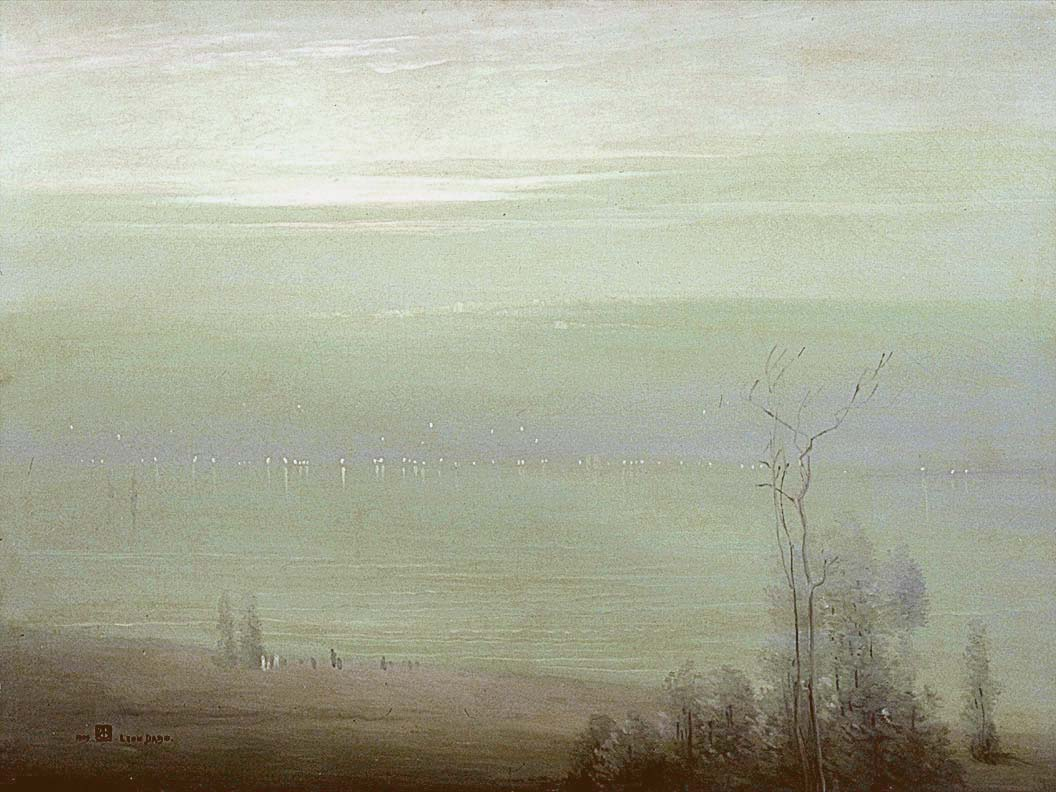
Seară pe [râul] Hudson (conform, Evening on the Hudson), ulei pe pânză, (1909). Pictura aceasta a câștigat un premiu al National Arts Club.

Leon Dabo a decedat în Manhattan în 1960 la vârsta de 95. A fost înmormântat în cimitirul Long Island National Cemetery.

## Onoruri și asocieri
- Chevalier, Légion d'honneur pentru contribuțiile sale artistice
- National Academy of Design, New York City
- Société Nationale des Beaux-Arts, Paris
- Société des Amis des Arts, Versailles
- Allied Artists' Association, London
- Președinte al asociației profesionale The Pastellists, New York City
- New-York Historical Society
- Four Arts Society, New York
- University Club, Paris
- Associazzione di artisti italiani, Florența, Italia
- Membru pe viață - Life Member of the National Arts Club, New York